# Alphonse Maureau

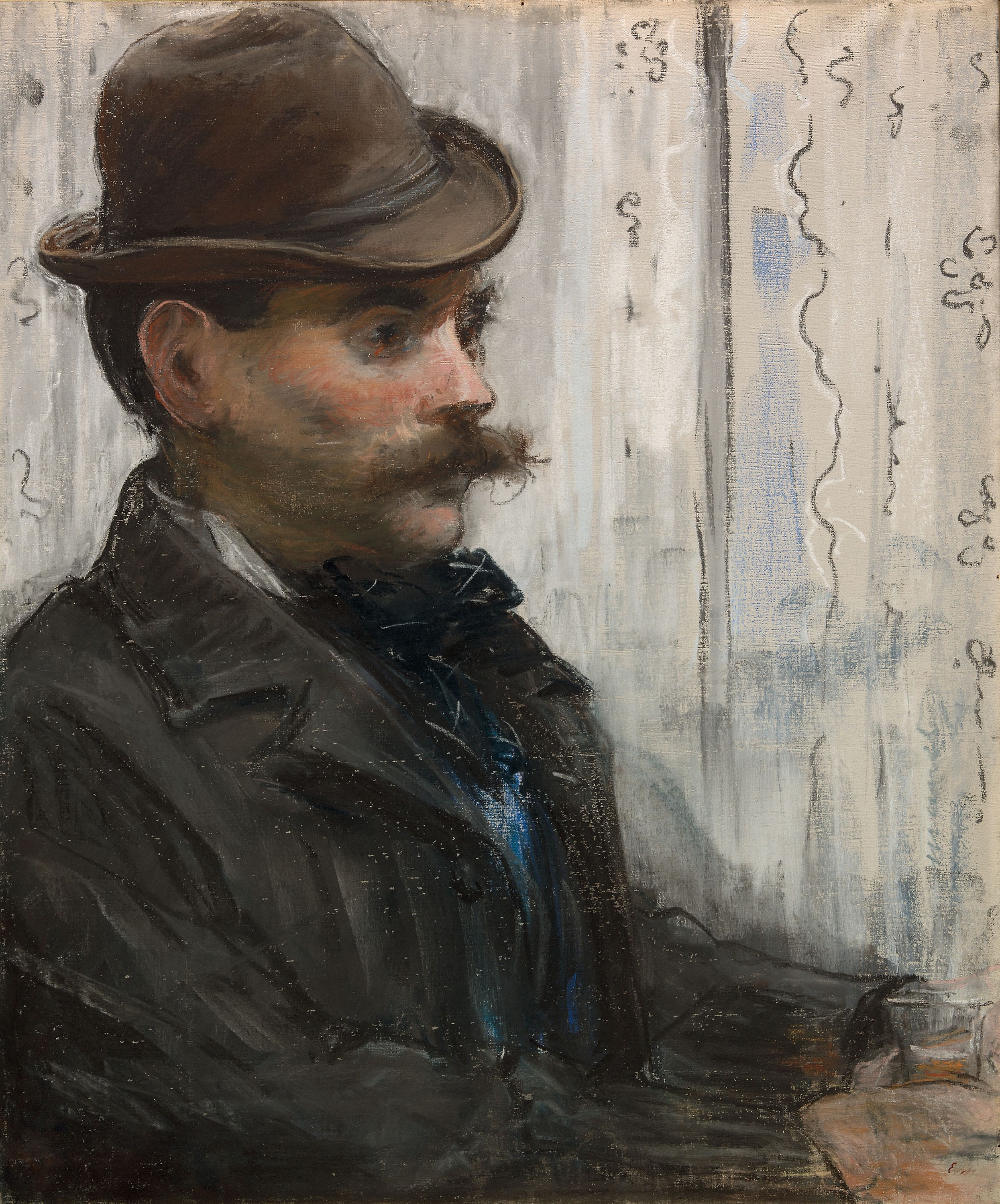
Édouard Manet: Le buveur (Der Trinker – Alphonse Maureau), 1878/1879. Art Institute of Chicago

Louis Alphonse Maureau (* um 1840 in New Orleans, USA; † 10. April 1880 im 10. Arrondissement von Paris) war ein französisch-amerikanischer Maler des Impressionismus.

## Leben
Alphonse Maureau wurde in New Orleans geboren. Um 1867 heiratete er Mary Locke, doch die Ehe wurde 1871 geschieden. Auf Empfehlung von Edgar Degas nahm er 1877 an der dritten Impressionisten-Ausstellung in Paris teil. 1878 stellte er Werke in Pau und Nancy aus. Um 1878 ließ er sich in Paris nieder, wo Édouard Manet ihn porträtierte. Laut offiziellen Dokumenten starb er im Jahr 1880 in einem Krankenhaus im 10. Arrondissement und wurde auf dem Friedhof Saint-Ouen beigesetzt.

## Werk

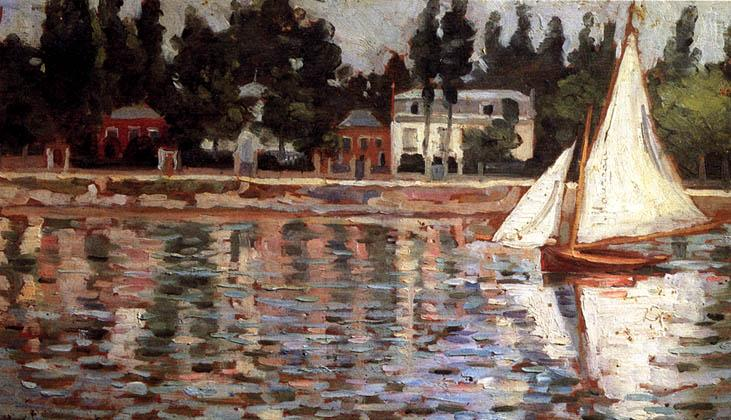
Alphonse Maureau: Bords de la Seine. Galleria d’Arte Moderna, Palazzo Pitti, Florenz

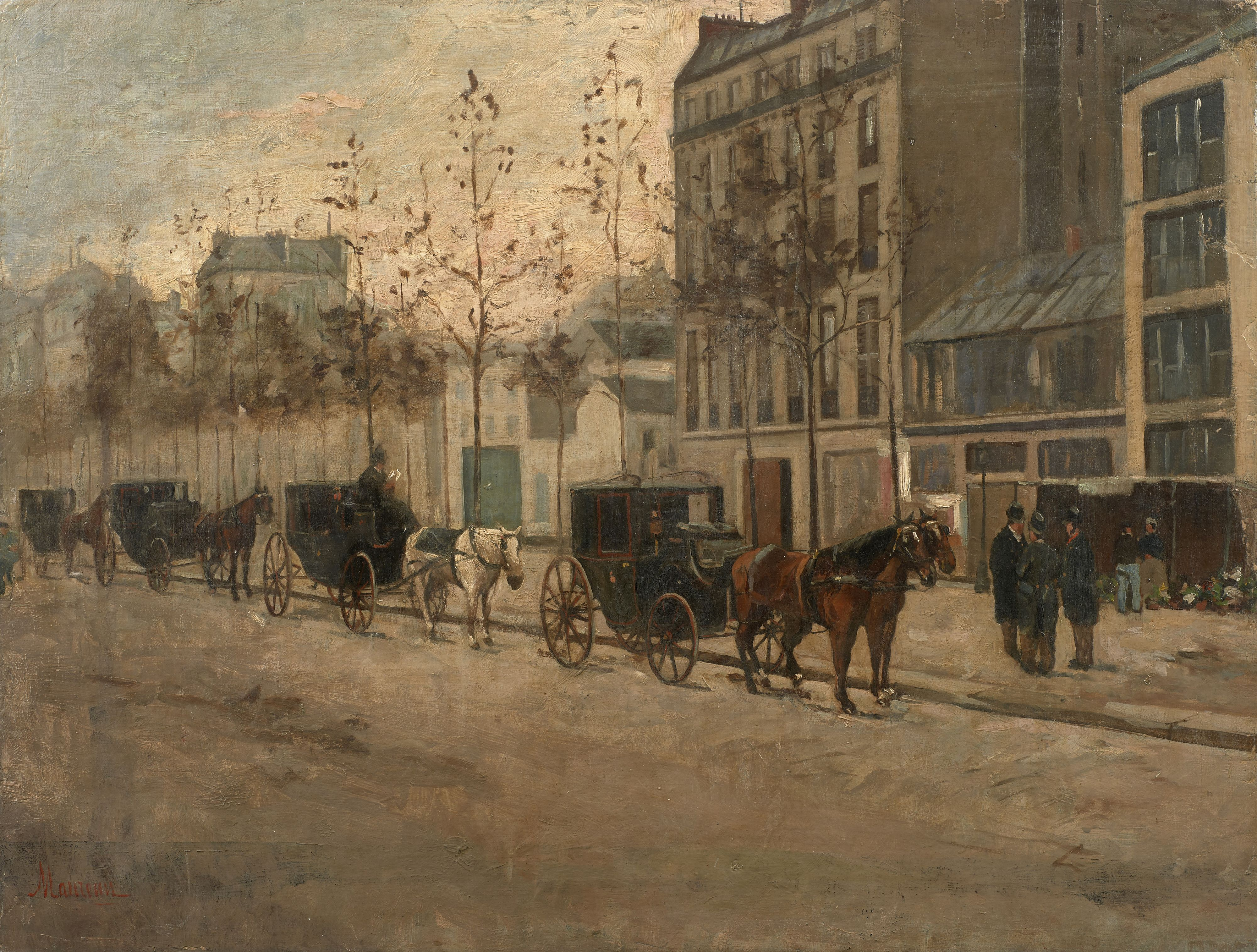
Alphonse Maureau: L’attente des fiacres

Alphonse Maureau wird den Impressionisten zugerechnet und malte Bilder vom städtischen Leben. Zu seinen bekannten Werken zählen Darstellungen der Seine-Ufer, La Seine à Neuilly (1871), Straßenansichten, Station de fiacres auf dem Boulevard de Clichy, (ca. 1878) und Hafenansichten, Vue du port de Quimper (1878). Édouard Manet porträtierte ihn 1878/79 in Pastell und Gouache auf Leinwand; dieses Werk wird im Art Institute of Chicago ausgestellt.